# 一心商事
一心商事株式会社（いっしんしょうじ、英　ISSHIN FOODS INTERNATIONAL CO,LTD）は愛知県名古屋市に本社を置くインスタント茶製造メーカー。

## 概説
1977年に有限会社一心堂として設立し、1995年に株式会社化。数少ないインスタント茶製造メーカーで1988年から中国でインスタント茶の製造拠点を置く。

## 沿革

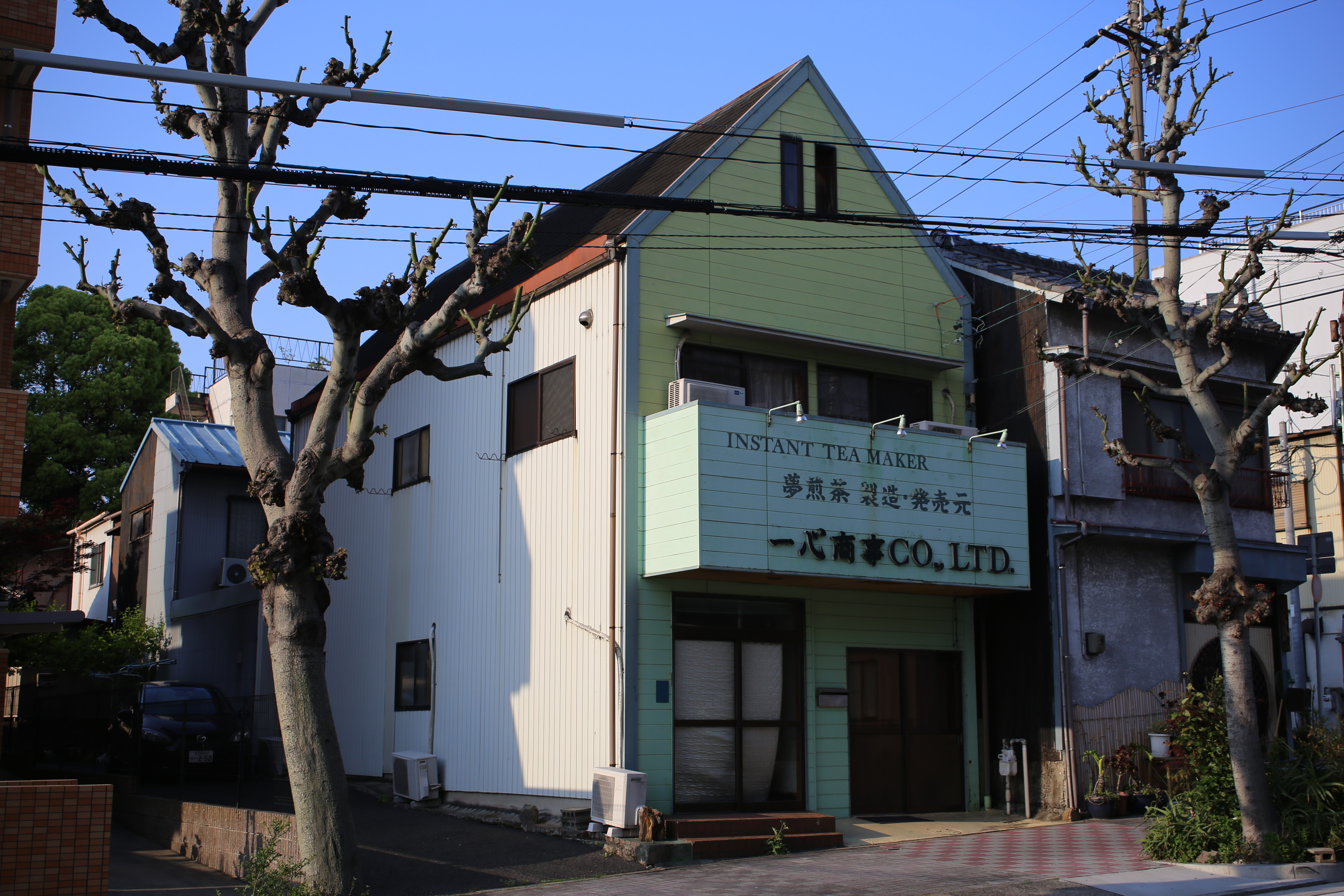
中区松原の旧本社（2015年4月）

- 1977年（昭和52年） - 名古屋市中区富士見にて有限会社一心堂創業。
- 1983年（昭和58年） - 本社を名古屋市中区松原に移転[1]。
- 1985年（昭和60年） - スリランカより紅茶の輸入開始[1]。
- 1985年（昭和60年） - インスタントレモン紅茶の販売を開始[1]。
- 1987年（昭和62年） - インドネシアより緑茶の輸入開始[1]。
- 1988年（昭和63年） - 中国・広州よりインスタント茶の輸入開始[1]。
- 1988年（昭和63年） - ブランディーティーの販売を開始[1]。
- 1995年（平成7年） - 組織変更により、一心商事株式会社となる[1]。
- 1996年（平成8年） - 名古屋市中区の正木工場操業開始[1]。
- 2003年（平成15年） - 名古屋市中川区の松陰工場操業開始[1]。
- 2014年（平成26年） - 本社を名古屋市中村区稲葉地町5丁目108番地に移転[1]。

## 特徴
小ロットからのOEM製造を得意とし品質管理を中心としている。外食チェーン店や自動給茶機等のオペレーター会社に原料を供給。他社にはない機能性のある健康インスタント茶なども製造している。

## 主な製品
- インスタント茶
- インスタントコーヒー
- 中国茶
- ベトナム茶
- 抹茶
- 日本茶